# Ivajlo Ivanov
Ivajlo Ivanov (bulharsky Ивайло Иванов), (* 20. července 1994 v Montaně, Bulharsko) je bulharský zápasník – judista a sambista.

## Sportovní kariéra
S judem/sambem začal v 7 letech v rodné Montaně pod vedením Taško Tanova. Po skončení základní školy se přesunul do hlavního města Sofie, kde se připravuje v armádní sportovním centru CSKA. Jeho osobním trenérem je Atanas Gerčev. V roce 2016 se kvalifikoval na olympijské hry v Riu a v úvodním kole vybodoval mladého Nizozemce Franka de Wita, potom co ho začátkem třetí minut poslal technikou ko-uči-gake na wazari. V dalším kolem si poradil s nebezpečným Korejcem I Sung-suem, když minutu před koncem kontroval jeho sumi-gaeši vypadem o-soto-gari na wazari. Ve čtvrtfinále se utkal s Američanem Travisem Stevensnem a po minutě chyboval v boji o úchop. Situaci se snažil vyřešit pádem na zem, kde se však dostal do Američanovi oblíbené pozice a po ne-waza a osae-komi prohrál na ippon. V opravách podlechl po nejdelším mužském zápase turnaje Italu Matteu Marconcinimu a skončil na 7. místě.

### Vítězství
- 2015 – 1x světový pohár (Abú Zabí)
- 2016 – 1x světový pohár (Samsun)

## Výsledky
| Olympijské hry     |     |     |     | —   |     |     |     | 7.  |     |     |    |  |  |  |  |  |  |  |  |  |  |  |  |  |  |  |  |  |
| Mistrovství světa  | —   | —   | —   |     | —   | —   | úč. |     | úč. | úč. |    |  |  |  |  |  |  |  |  |  |  |  |  |  |  |  |  |  |
| Evropské hry       |     |     |     |     |     |     | úč. |     |     |     | 2. |  |  |  |  |  |  |  |  |  |  |  |  |  |  |  |  |  |
| Mistrovství Evropy | —   | —   | —   | —   | —   | —   | úč. | 3.  | 7.  | úč. | 2. |  |  |  |  |  |  |  |  |  |  |  |  |  |  |  |  |  |
| ME do 23 let       | —   | —   | —   | úč. | 1.  | 7.  | 2.  | úč. |     |     |    |  |  |  |  |  |  |  |  |  |  |  |  |  |  |  |  |  |
| MS juniorů         | —   | —   | úč. |     | úč. | úč. |     |     |     |     |    |  |  |  |  |  |  |  |  |  |  |  |  |  |  |  |  |  |
| ME juniorů         | —   | úč. | úč. | 5.  | 3.  | úč. |     |     |     |     |    |  |  |  |  |  |  |  |  |  |  |  |  |  |  |  |  |  |
| MS dorostenců      | úč. |     |     |     |     |     |     |     |     |     |    |  |  |  |  |  |  |  |  |  |  |  |  |  |  |  |  |  |
| ME dorostenců      | úč. | 1.  |     |     |     |     |     |     |     |     |    |  |  |  |  |  |  |  |  |  |  |  |  |  |  |  |  |  |